# Nematerijalna šteta
Nematerijalna šteta (engl. non pecuniary damage) je nanošenje drugome fizičkog ili psihičkog bola ili straha. Nematerijalna šteta se naziva još i neimovinskom, imaterijalnom, nenovčanom, neekonomskom, idealnom i moralnom štetom.

## Oblici nematerijalne štete
Postoje sledeći oblici i podoblici nematerijalne štete: 
1. fizički bol;
2. duševni bol (zbog smanjenja životne aktivnosti, zbog naruženosti, zbog povrede ugleda i časti, zbog povrede slobode, zbog povrede prava osobe, zbog smrti bliske osobe, zbog teškog invaliditeta bliske osobe, zbog navođenja na kažnjivu obljubu, kažnjivu bludnu radnju ili drugo krivično delo protiv dostojanstva osobe i morala);
3. povreda prava ličnosti, i
4. strah.[1]

## Naknada nematerijalne štete
Naknada za nematerijalnu štetu dosuđuje se za svaki vid nematerijalne štete posebno, a u izuzetno teškim slučajevima, kad se trpljenja oštećenog uzajamno uslovljavaju i prepliću tako da ih je nemoguće razlučiti, može se dosuditi jedinstvena naknada za ukupnu nematerijalnu štetu .
Naknada nematerijalne štete ima za cilj pružanje satisfakcije oštećenom licu zbog pretrpljenih duševnih patnji, pa se stoga visina naknade za pretrpljene duševne bolove zbog smrti bliskog lica utvrđuje kao satisfakcija po slobodnoj oceni suda, s tim da su kod odmeravanja njene visine sudovi dužni da vode računa kako o značaju povređenog dobra i cilju kojem ta naknada služi, tako i o tome da se njome ne pogoduje težnjama koje nisu spojive sa njenom prirodom i društvenom svrhom.

## Novčana nadoknada nematerijalne štete
Nadoknada nematerijalne štete se vrši u obliku novčane nadoknade (na taj način se oštećenom licu omogućava da za dobijena novčana sredstva sebi pribavi neko zadovoljstvo i tako na izvestan način kompenzuje pretrpljeni bol). Novčana nadoknada se dosuđuje u jednokratnom novčanom iznosu ili u vidu novčane rente. Prilikom odlučivanja o osnovanosti zahteva i o visini naknade nematerijalne štete, sud posebno vodi računa o značaju povređenog dobra i cilju kome naknada služi. Potraživanje naknade nematerijalne štete prelazi na naslednike samo ako je priznato pravosnažnom sudskom odlukom ili pismenim sporazumom.

## Zastarelost potraživanja naknade
Potraživanje naknade prouzrokovane štete zastareva za tri godine od kada je oštećenik saznao za štetu i za lice koje je štetu učinilo (subjektivni rok). U svakom slučaju ovo potraživanje zastareva za pet godina od kada je šteta nastala (objektivni rok). Potraživanje naknade štete nastale povredom ugovorne obaveze zastareva za vreme određeno za zastarelost te obaveze.
Posle nastupanja zastarelosti prava da zahteva naknadu štete, oštećeni može zahtevati od odgovornog lica, po pravilima koja važe u slučaju sticanja bez osnova, da mu ustupi ono što je dobio radnjom kojom je prouzrokovana šteta.

## Sudska praksa
- Novčana naknada nematerijalne štete za pretrpljeni strah može se dosuditi iako oštećeni u saobraćajnom udesu nije pretrpeo telesnu povredu. (Vrhovni sud Srbije, Rev.4283/01 od 24.01.2002.g.)
- Obmana o trudnoći koju je učinila supruga nije dovoljna da suprug prema njoj ostvari naknadu neimovinske štete zbog osećaja poniženosti i uvređenosti. (Presuda Okružnog suda u Požarevcu, Gž.1017/2001 od 11.11.2001.g.)
- Kada je sud dosudio naknadu neimovinske štete zbog pretrpljenog straha lakog intenziteta, a nije se izjasnio o intenzitetu straha, tada je imajući u vidu odredbe ZOO čl.200, materijalno pravo pogrešno primenjeno. Tužilac bi imao pravo na taj vid naknade štete samo u slučaju pretrpljenog straha srednjeg ili jakog intenziteta. (Presuda Okružnog suda u Čačku, Gž.470/05 od 12.04.2005.g.)
- Prilikom određivanja visine naknade za umanjenje životne aktivnosti uzima se u obzir činjenica u čemu se sastoji umanjenje pojedinih životnih aktivnosti. (Presuda Okružnog suda u Valjevu, Gž.498/04 od 22.03.2004.g.)
- U slučaju naročito teškog invaliditeta nekog lica, sud može dosuditi njegovom bračnom drugu, deci i roditeljima pravičnu novčanu naknadu za njihove duševne bolove. (Vrhovni sud Srbije, Rev.189/02 od 11.04.2002.g.)
- Majka ima pravo naknade štete za duševne bolove koje je pretrpela u štetnom događaju smrću zametka ljudskog bića u njenom telu, koje još nije rođeno. (Vrhovni sud Srbije, Rev.2606/99 od 06.10.1999.g.)[7]

## Primeri nematerijalne štete
Nematerijalna šteta zbog prekida školovanja ogleda se u nemogućnosti oštećenog da učestvuje u jednom vidu životne aktivnosti prirodne i, po redovnom toku stvari, dostupne mladim ljudima i u uskraćenom zadovoljstvu koje završeno školovanje i veće znanje uvek pružaju čoveku.
Nematerijalna šteta kod povrede ugleda ne sastoji se u umanjenu ugleda kao takvom, već u psihičkim patnjama koje otuda dolaze.

## Spoljašnje veze
- Zakon Obligacioni Odnosi